# Sciomachie
La Sciomachie, ou, en forme longue, Schiomachie et festins faits à Rome au palais de mon seigneur reverendissime cardinal du Bellay, pour l'heureuse naissance de mon seigneur d'Orléans est un récit écrit par Rabelais, relatant les festivités ordonnées par Jean du Bellay le 14 mars 1549 en l'honneur de la naissance de Louis de Valois, advenue un mois plus tôt. Rabelais, secrétaire et médecin du cardinal, effectue alors son dernier séjour romain. Il s'appuie sur un autre texte, probablement d'Antonio Buonaccorsi, secrétaire du cardinal de Ferrare, qui se contente néanmoins de rapporter des faits, de manière moins dense et sans commentaires. Édité par Sébastien Gryphe en 1549, le récit se présente comme un « extraict d'une copie des lettres escrites » au cardinal de Guise, au nombre des adversaires des du Bellay. Ce procédé constitue une stratégie rhétorique, présentant ainsi le texte comme une conversation épistolaire.

## Résumé
Rabelais souligne tout d'abord qu'il ne se trouve guère surpris de l'extrême rapidité de la nouvelle, arrivée le jour même à Rome depuis Saint-Germain-en-Laye, sollicitant d'autres faits similaires pour en attester la vraisemblance. Il rapporte que Jean du Bellay décida de monter un spectacle grandiose, comparable à la célébration de la victoire de Marigny, avant de se résoudre, avec d'autres seigneurs à organiser une « Sciomachie, c'est-à-dire, un simulacre et représentation de bataille, tant par eau que par terre. » La Naumachie devait se tenir devant le château Saint-Ange, notamment défendu par Guillaume du Bellay contre les lansquenets du connétable de Bourbon en 1527. Il était prévu qu'une cinquantaine de navires affronte un galion, lequel serait incendié le soir même. Le débordement du Tibre en empêcha sa tenue. Pour le combat terrestre, on érige une fausse forteresse munie de quatre tours sur la place San Apostolo. En guise de prélude, le public assiste à la mise à mort de quatre taureaux, avant qu'une troupe défile puis s'installe dans l'édifice. Une procession de nymphes arrive par la suite, guidée par une femme symbolisant Diane. Les soldats l'enlèvent, ce qui provoque le désespoir du cortège, allant quérir de l'aide auprès d'Horace Farnèse qui accepte de venir leur en aide. Avec son armée, il remporte le siège à grand renforts de cavalcades, d'escarmouches et d'artilleries. D'un intérêt littéraire limité, le récit comporte néanmoins de nombreux italianismes relatifs au vocabulaire naval, aux costumes ou à la pyrotechnie, dont plusieurs font leur entrée dans la langue française, tels que cadre, gondole ou soutane. À la suite de la Sciomachie, se trouve publié une ode sapphique de Jean du Bellay, faisant l'éloge du nouveau-né et de Catherine de Médicis. Si cet opuscule apparaît donc comme une publication de commande assez circonstanciée, elle n'en constitue pas moins un document historique important, révélateur de la dimension politique des fêtes à la Renaissance.

## Composition
Le récit n'est cependant pas un simple compte-rendu. Il se compose d'une double structure binaire autour et dans le cœur du propos : au début et à la fin du texte se répondent l'évocation de faits remarquables et les noms de du Bellay et du seigneur de Langey, au centre du récit deux destructions par le feu et deux annulations d'évènement se font également écho.